# 池州长江大桥
池州长江大桥，是位于中华人民共和国安徽省境内的一座公路用斜拉桥，跨越长江，连接长江南岸的池州市贵池区和北岸的铜陵市枞阳县。池州长江大桥是安徽高速公路网规划“四纵八横”中的重要组成部分“纵三”，也是连接长江两岸的一条新的快速通道。该桥全长5,818米，主跨1,448米；桥面为双向六车道高速公路，设计时速为100千米/小时；北岸接线长16.153公里，南岸接线长19.055公里，南起贵池区殷家匯樞紐，北至枞阳县会宫镇，其中池州西至樅陽東互通爲雙向六車道，其餘路段爲雙向四車道，项目总投资66.13亿元人民币。该桥于2014年12月30日动工兴建，2019年4月2日完成合龙，并最终于2019年8月31日正式通车。